# Para-Nitrobenzoesäureanhydrid
para-Nitrobenzoesäureanhydrid ist eine organisch-chemische Verbindung aus der Gruppe der Carbonsäureanhydride. Konkret handelt es sich um das Anhydrid der 4-Nitrobenzoesäure.

## Herstellung
para-Nitrobenzoesäureanhydrid kann aus para-Nitrobenzoesäure hergestellt werden. Dazu wird diese zunächst durch Umsetzung mit Triethylamin in Chloroform in ein Ammoniumsalz umgewandelt und anschließend mit Phosgen umgesetzt. Eine andere Möglichkeit ist die Dehydratisierung von para-Nitrobenzoesäure durch Chlorsulfonylisocyanat. Diese Umsetzung gelingt in Dichlormethan, ebenfalls in Gegenwart von Triethylamin.

## Reaktionen
para-Nitrobenzoesäurenhydrid eignet sich als Reagenz, um Alkohole direkt mit Carbonsäuren zu Estern umzusetzen. Hierzu werden die Edukte mit dem Anhydrid und einer katalytischen Menge Scandiumtriflat in Nitromethan umgesetzt. Hierbei wird intermediär ein gemischtes Anhydrid aus para-Nitrobenzoesäure und der eingesetzten Carbonsäure gebildet. Dieselben Reagenzien ermöglichen außerdem die selektive und effiziente Synthese von größeren Lactonen aus entsprechenden Hydroxycarbonsäuren. Hierfür müssen aber größere Mengen Anhydrid und Katalysator eingesetzt werden als bei der einfachen Veresterung. Mit dieser Methode wurden Lactone unterschiedlicher Größe von Caprolacton bis einschließlich Hexadecanolid synthetisiert.